# Operace IA Feature
Operace IA Feature bylo kódové označení tajné operace CIA, jejímž účelem byla podpora Jonase Savimbiho (Národní svaz za úplnou nezávislost Angoly) a Holdena Roberta (Národní fronta pro osvobození Angoly) v občanské válce v Angole. V červenci 1975 operaci schválil americký prezident Gerald Ford, a to i přes nesouhlas CIA a ministerstva zahraničí. Ford na operaci uvolnil 40 milionů dolarů.
Dva dny před schválením operace varoval Nathaniel Davis, vyšší úředník ministerstva zahraničí, Henryho Kissingera, ministra zahraničí, že utajení celé operace bude nemožné. Současně uvedl, že po odhalení dojde k nežádoucímu intenzivnějšímu zapojení Sovětského svazu do konfliktu. Poté, co byla operace přesto schválena, Davis rezignoval. Varování podpořil i Davisův kolega Edward Mulcahy, bývalý velvyslanec v Chile, který nedoporučil přímé zapojení a spíše doporučil diplomatické nástroje k boji proti angolské komunistické straně MPLA.
Krátce po zahájení bylo zapojení USA do konfliktu odhaleno, což pobouřilo americký Kongres. Demokratický senátor Dick Clark v této souvislosti navrhl a prosadil dodatek k novému zákonu regulujícímu vývoz amerických zbraní. Dodatek zakazoval pomoc soukromým skupinám zapojeným do vojenských nebo polovojenských operací v Angole. Nový ředitel CIA George H. W. Bush ovšem odmítl potvrdit, že došlo k zastavení vměšování USA do občanské války v Angole, přičemž USA dodávaly zbraně dál prostřednictvím Izraele, coby svého zástupného prostředníka. Clarkův dodatek byl zrušen v roce 1985, v době vlády prezidenta Ronalda Reagana (Reaganova doktrína), jehož viceprezidentem byl George H. W. Bush.